# بيتر وليامز (مقدم تلفزيوني)
بيتر وليامز (بالإنجليزية: Peter Williams)‏ هو مقدم تلفزيوني نيوزيلندي، ولد في 6 مارس 1954 في Geraldine, New Zealand ‏ في نيوزيلندا.